# Naturschutzgebiet Blüchersches Bruch und Mittelplan
Koordinaten: 53° 29′ 43,4″ N, 12° 32′ 19,8″ O
Das Naturschutzgebiet Blüchersches Bruch und Mittelplan ist ein 164 Hektar umfassendes Naturschutzgebiet in Mecklenburg-Vorpommern nördlich von Göhren-Lebbin. Die Unterschutzstellung erfolgte am 28. Dezember 1989. Das Schutzziel besteht im Erhalt eines bewaldeten Moorgebietes, welches stark durch Wasserstandsschwankungen des Kölpinsees beeinflusst wird. Es ist Lebensraum für ungefähr 100 Vogelarten sowie den Fischotter.
Der aktuelle Gebietszustand wird als befriedigend angesehen. Ein Betreten der Flächen ist nur auf einem Dammweg möglich.